# کوستلتس (ناحیه ییچین)
کوستلتس (به چکی: Kostelec) یک منطقهٔ مسکونی در جمهوری چک است که در شهرستان ییچین واقع شده‌است.